# Javi Flores
Javier Flores Santacruz noto come Javi Flores (Cordova, 9 febbraio 1986) è un ex calciatore spagnolo, di ruolo centrocampista.

## Carriera
Dopo aver giocato diverse stagioni in seconda serie col Córdoba, nel 2013 ottiene la promozione in massima serie con la maglia dell'Elche.

## Palmarès

### Club

#### Competizioni nazionali
- Segunda División: 1

Elche: 2012-2013